# Râul Valea Sălcii
Râul Valea Sălcii sau Râul Valea Sălciilor este un curs de apă, afluent al râului Rusciori. 